# کارسوسور
کارسوسور(نام علمی: Carsosaurus) نام یک سرده از راسته پولک‌داران است.